# Linxia (Stadt)
Linxia (chinesisch 临夏市, Pinyin Línxià Shì) ist eine kreisfreie Stadt in der chinesischen Provinz Gansu.
Sie gehört zum Verwaltungsgebiet des Autonomen Bezirks Linxia der Hui. Linxia hat eine Fläche von 91,87 Quadratkilometern und zählte 291.900 Einwohner (Stand: Ende 2018).

## Sehenswürdigkeiten
- Laohua-Moschee